# Мауріціо Арена
Мауріціо Арена (італ. Maurizio Arena; 26 грудня 1933, Рим — 21 листопада 1979, Рим) — італійський актор. Зіграв у 78 фільмах за 26 років акторської кар'єри.

## Біографія
Арена народився у Римі під ім'ям Мауріціо ді Лоренцо. Його сестри — Россана Ді Лоренцо, акторка, та Романа — мати шоумена Піно Інсеньйо.
Дебютував у кіно у віці 19 років, проте справжнім проривом у кар'єрі стала роль Ромоло у фільмі 1957 року «Гарні, але бідні». До початку 1960-х років Арена був одним із найпопулярніших акторів італійського кінематографа і регулярно з'являвся на сторінках журналів у зв'язку з бурхливим особистим життям. У нього був роман із принцесою Марією Беатріче Савойською; закохані навіть мали намір одружитися, проте цьому завадила сім'я Марії Беатріче.
У наступні роки його знаменитість зменшилася, і Арена став грати характерні ролі у менш гучних фільмах, а іноді працював співаком. Він став цілителем альтернативної медицини і навіть мав послідовників із місцевих жителей.
Арена помер у віці 45 років внаслідок серцевого нападу на тлі ниркової недостатності. Похований на Цвинтарі Фламініо
У 2008 році в його рідному районі Гарбателла на його честь було названо парк.

## Вибрана фільмографія
- 1953 — Римські канікули — молодий автомобіліст (у титрах не вказано)
- 1955 — Знак Венери — Моріс
- 1957 — Гарні, але бідні — Ромоло
- 1965 — Лялечки — Массімо
- 1971 — Історія кохання і кинджала — Бартоло ді Лоренцо
- 1974 — Заради кохання Офелії — Спартако Чезароні